# Incendie du cinéma Rex d'Abadan
Le 19 août 1978, lors de la projection du film The Deer, le cinéma Rex à Abadan, Iran, a été incendié, et au moins 470 personnes sont mortes au cours du sinistre. Des hommes ont barré les portes, aspergé les alentours d'essence et incendié le cinéma. 
Le gouvernement de l'Iran a incriminé les militants islamistes, tandis que l'opposition au chah accusait la SAVAK d'une opération sous fausse bannière,. Plus tard, la responsabilité des islamistes a été démontrée,,,.